# 藤原一成
藤原 一成（ふじわら かずなり、1961年（昭和36年）1月8日 - ）は、日本の政治家、官僚、教諭。元秋田県潟上市長（1期）。

## 来歴
秋田県南秋田郡天王町（現・潟上市）に生まれる。藤原家は天王町の名家で、祖父の藤原寛一は元天王町議会議長、親族には天王町長を務めた藤原慶三郎がいる。
天王町立天王小学校卒業。早稲田大学教育学部卒業後、県内の高校教諭を経て、1997年（平成9年）に文部省に入省。愛知県東海市教育委員会副教育長、岡山県瀬戸内市教育長を歴任。2016年（平成28年）、文部科学省初等中等教育局視学官に就任。
2017年（平成29年）1月、4期目を目指すと表明していた潟上市長の石川光男が体調不良を理由に立候補を取りやめる。石川の要請を受け、同年1月18日に文部科学省を退職し、1月20日、次期市長選に立候補する意向を表明した。
同年4月9日に行われた市長選で元市議の中川光博を破り初当選した。4月17日、市長就任。
2021年1月29日、健康上の理由により次期市長選への不出馬を表明した。